# Pneumocystis carinii
Pneumocystis carinii är en svampart som beskrevs av P. Delanoë & Delanoë 1912. Pneumocystis carinii ingår i släktet Pneumocystis och familjen Pneumocystidaceae.  Arten är reproducerande i Sverige. Inga underarter finns listade i Catalogue of Life. Den upptäcktes av Carlos Chagas 1909 och blev allmänt känd under 80-talets AIDS-epidemi då lunginflammationer med P. Cariini sågs som ett tecken på att slutet var nära.